# 刘海东 (足球运动员)
刘海东（1995年2月28日—），是一名中国足球运动员，现效力于中国足球超级联赛球队广州恒大。

## 俱乐部生涯
刘海东在2013年进入中国足球超级联赛球队广州恒大的预备队名单，2014年被提升进入一线队。2014年2月13日，他在2014年中国足球协会超级杯广州恒大0比1不敌贵州人和的比赛首发出场，上演职业生涯首秀。同年5月3日，他在广州恒大客场挑战上海申鑫的比赛首次在中超联赛出场。